# Mysidion commune
Mysidion commune är en kräftdjursart som beskrevs av Hansen 1897. Mysidion commune ingår i släktet Mysidion, och familjen Nicothoidae. Arten har ej påträffats i Sverige.